# دلیان فان دن بوگارد
دلیان فان دن بوگارد (انگلیسی: Dillianne van den Boogaard؛ زادهٔ ۹ august ۱۹۷۴ (۵۰ سال)) ورزشکار هاکی روی چمن اهل پادشاهی هلند است.
وی در مسابقات کشوری و بین‌المللی در مجموع برندهٔ ۳ مدال طلا، ۳ مدال نقره، ۳ مدال برنز شده‌است.